# Напарниковская организованная преступная группировка
Напарниковская организованная преступная группировка — одна из мощнейших ОПГ России 1990-х годов, действовавшая в Тольятти и принимавшая активное участие в Тольяттинской криминальной войне.

## Создание группировки
Основатель ОПГ Владимир Вдовин родился в 1954 году. Во времена СССР он был осуждён за разбой и незаконное хранение оружия. Именно в тюрьме он получил кличку «Напарник». Освободившись, Вдовин создал в Зелёновке преступную группу. Первоначально подчинённые Напарника занимались кражами деталей с АвтоВаза. Детали и резина выносились с завода под обшивкой автомобилей, на машинах пожарной охраны, через лазы в заборах. Бандиты угоняли и машины, вышедшие за заводские ворота.
Напарник быстро стал криминальным авторитетом. Водителем Вдовина и его сообщником был Дмитрий Рузляев, впоследствии ставший злейшим врагом группировки Напарника. Также Вдовин близко сошёлся с Игорем Сиротенковым и другими криминальными авторитетами Тольятти.
Одним из самых популярных видов преступного бизнеса в СССР в конце 1980-х — начале 1990-х годов была игра в «напёрстки». Вдовину и его группировке удалось поставить под свой контроль весь «напёрсточный» бизнес в Тольятти. Но вскоре правоохранительные органы города начали активную борьбу с этим бизнесом, и многие напёрсточники стали разбегаться. Кроме того, в 1989 году тольяттинская группировка Владимира Агия и Александра Воронецкого попыталась отобрать у Напарниковской ОПГ напёрсточный бизнес. Приехавший на криминальную разборку главный помощник Вдовина Валерий Спицын («Валера Опасный») обстрелял «агиевских» из обреза. Тогда обошлось без жертв, хотя были раненые. Спицын был осуждён на четыре года лишения свободы. В то время, когда он отбывал заключение, в Тольятти активизировалась созданная Александром Масловым Волговская ОПГ, куда позже перешёл и поссорившийся с Вдовиным Рузляев. После освобождения «Валера Опасный» сказал Вдовину, что он отсидел срок за него, и тот должен быть ему обязан до конца жизни. Но Вдовин ответил, что Спицын сам виноват, и его никто не просил ввязываться в разборку. После этого Спицын перешёл в Волговскую ОПГ. Туда же после истории со Спицыным перешли и некоторые участники Напарниковской ОПГ (возможно, посчитавшие, что Вдовин поступил «не по понятиям»).

## Деятельность ОПГ
В начале 1990-х годов в Тольятти, как и во всей стране, стали стремительно создаваться частные предприятия, кооперативы, торгово-посреднические фирмы, магазины и автосервисы. Всё это создавало благоприятную среду для деятельности преступных группировок. В 1992—1993 годах в Тольятти действовало 4-5 основных ОПГ. Напарниковская и Волговская группировки собирали «дань» с фирм, практически весь малый и средний бизнес был под их контролем. Бандиты начали создавать и собственные фирмы, в основном связанные с автобизнесом. Кроме того, обе ОПГ установили контроль над традиционным для АвтоВАЗа преступным промыслом — торговлей крадеными запчастями. Также бандиты вымогали деньги у покупателей автомобилей АвтоВАЗа.
В то время между этими двумя группировками не было конфликтов. Позже обе ОПГ попытались проникнуть и на сам АвтоВАЗ, установив контроль над проходными завода и автомагазином. А в середине 1992 года на АвтоВАЗе стали создаваться свои торгово-посреднические фирмы для льготной торговли автомобилями. Они действовали незаконно, и поэтому попали под контроль преступных группировок, заставлявших платить им определённые суммы. Позже одними из криминальных авторитетов Владимиром Биличенко была разработана схема более удобного и выгодного способа получения денег — внедрение своих людей на АвтоВАЗ и контроль над массовыми отгрузками автомобилей.
Позже по этим схемам стали действовать и другие группировки.

## Война с другими группировками
Первыми войну против Напарниковской ОПГ начала Банда Агия — Воронецкого.
Её лидеры решили устранить руководителей других группировок и самим захватить контроль над криминальным сообществом города и АвтоВАЗом. Кроме того, несколько точек, на которых рэкетировали Агий и Воронецкий (в том числе и магазин «Жигули»), стали уходить под контроль Напарниковской группировки. Лидеры «агиевских» создали группу киллеров, которые три раза пытались убить Вдовина, но неудачно. Вместе с тем, «агиевские» киллеры убили лидера Волговской ОПГ Маслова, а также лидеров союзных «волговским» группировок Сергея Купеева и Владимира Биличенко, что позже позволило Напарниковской ОПГ усилить своё влияние. А враждебная Напарнику банда Агия — Воронецкого была ликвидирована правоохранительными органами.
Кроме «бригад», контролировавших главный конвейер и головной центр запасных частей АвтоВаза, у Напарниковской ОПГ были подразделения, контролировавшие и другие сферы. В частности, состоявшая из ветеранов-«афганцев» и спецназовцев мобильная и хорошо вооружённая «бригада» Константина Шейкина. 13 марта 1993 года «шейкинцы» устроили массовую драку с участниками «сиротенковской» группировки, входившую в Волговскую ОПГ. В общей сложности в этой разборке участвовало около 70 человек. Это побоище в одиночку сумел остановить старший оперуполномоченный Дмитрий Огородников. Впоследствии все участники разборки были оправданы.
После первой бандитской войны между группировками возникло временное перемирие. Вдовин остался почти единственным представителем из числа основателей тольяттинского рэкета. За глаза его стали называть «Папой». Теперь в городе без его участия не решался ни один крупный вопрос. «Напарник» приобрёл политическое влияние, имел контакты с очень многими высокопоставленными лицами. В середине 1990-х годов рэкет в Тольятти приобрёл небывалый размах. Под контролем бандитов оказались все коммерческие структуры города и вся промышленность, включая и АвтоВАЗ. Бандиты стали настоящими хозяевами Тольятти.

### Война с Волговской группировкой
Процесс криминализации ВАЗа продолжил ставленник Напарника Георгий Сидоренков. При нём эта система достигла совершенства. Теперь практически весь сбыт шёл через руки их группировки. Появилась и новая система мошенничества — так называемые «кидняки». Под фальшивые банковские гарантии отгружались партии машин, которые распродавались созданными бандитами фирмами, а деньги на завод не возвращались.
К середине 1994 года почти большинство криминальных сил города сконцентрировалось вокруг Напарника. Естественно, это не устраивало как и группировки, не подчинявшиеся Вдовину, так и руководство АвтоВАЗа, которому Напарник диктовал свои условия. Главным врагом Напарниковской ОПГ была Волговская группировка, которую после гибели Маслова возглавил Дмитрий Рузляев.

Дмитрий Рузляев, новый лидер «Волговской» ОПГ, противник Напарниковской группировки

Одна из бандитских фирм стала распродавать автомобили по низким ценам. Вдовин, обнаружив, что цены на автомобили падают, приказал Георгию Сидоренкову остановить отгрузку машин. 30 мая 1994 года на автостоянке напротив КПП № 17 АвтоВАЗа произошла «стрелка» между «напарниковскими» и «волговскими» бандитами. Во время неё Георгий Сидоренков ударил «бригадира» Волговской ОПГ Игоря Сиротенко, после чего находившийся с ним Валерий Спицын стал стрелять из обреза по «напарниковским». Участники Напарниковской группировки Георгий Сидоренков и Игорь Сапунов («Фантомас») были убиты. Это побоище положило начало новой бандитской войне, главными противниками в которой были Напарниковская и Волговская ОПГ.
Вскоре Вдовин был арестован за хранение оружия. Соратники Напарника заявили, что это происки прокурора по надзору за Тольятти Радика Ягутяна. 11 июля 1994 года Ягутян был убит автоматной очередью в своём автомобиле. Всего же за всю свою преступную карьеру Вдовин неоднократно задерживался по подозрению в совершении тяжких преступлений, но каждый раз его отпускали. Кроме него, правоохранительные органы неоднократно задерживали Константина Шейкина. Его также каждый раз освобождали «за недоказанностью».
ОПГ Тольятти стали создавать свои бригады киллеров, или привлекать для этого иногородних. Накал боевых действий стал таким, что освободившийся Напарник ушёл в подполье, так же поступили и другие тольяттинские авторитеты. Пик пришёлся на октябрь-ноябрь 1994 года, когда в день совершалось до 3 заказных убийств. А 18 ноября 1994 года по договорённости с Рузляевым в Тольятти были направлены восемь киллеров мощной рязанской группировки «Слоны», союзной Волговской ОПГ. 24 ноября они у автостоянки несколько раз выстрелили в участника группировки Напарника, но тот остался жив. 28 ноября «слоновские» киллеры убили другого участника Напарниковской ОПГ. 29 ноября двое киллеров обстреляли из гранатомёта дом «авторитета» Напарниковской ОПГ Олега Ермолова по кличке «Тигра». Однако киллер не справился с оружием, и снаряд попал в баню Ермолова. Благодаря этому были обнаружены следы другого преступления — прямо в гараже, примыкавшем к бане, было найдено четыре забетонированных трупа с документами. Тигра от всего отказался, заявив, что не знает, как эти трупы попали к нему. Никаких доказательств против него не было, и Ермолова пришлось отпустить. В обшей сложности в этой войне был убит ряд крупных авторитетов Волговской ОПГ, а самим же «волговским» удавалось убивать лишь рядовых бойцов Напарниковской ОПГ. Вдовин и его приближённые для «волговских» были недосягаемы.
Однако влияние Напарника на АвтоВАЗе неуклонно снижалось. Дмитрия Рузляева заинтересовал ГЦЗЧ (Головной центр запасных частей) АвтоВАЗа, находившийся под контролем союзной Напарниковской группировке «Татарской» ОПГ, во главе которой стоял Шамиль Даниулов. С целью потеснить Шамиля Рузляев стал внедрять на завод информаторов, которые начали открывать милиции тайники с запчастями, что наносило серьёзные финансовые удары по «татарам».
В то время Напарниковской группировкой занимался оперуполномоченный Сергей Дичанкин. Однажды, возвращаясь домой, Дичанкин был смертельно ранен. Перед смертью Дичанкин застрелил своего убийцу Почекуева. Убийство Дичанкина так и не было раскрыто.
К 1996 году война между ОПГ затихла сама собой. Больше всех от второй Великой Рэкетирской войны пострадали сами группировки, только убитыми они потеряли около сотни человек.
В 1997 году началась новая война. 13 марта 1997 года у КПП завода «Волгоцеммаш» был убит финансист Волговской группировки Андрей Мочалкин. 27 июля в дачном массиве «Приморский» был расстрелян ещё один «волговский» Сергей Бакунов с двумя телохранителями. Только за август 1997 года жертвами бандитских разборок стали более 20 человек.
Вскоре правоохранительными органами была проведена общегородская операция «Циклон». Главный итог — у большинства бандитов были конфискованы пропуска на АвтоВАЗ. Многие из них остались не у дел, и по городу прокатилась волна грабежей, краж, разбоев, убийств, но эту тенденцию быстро пресекли. И всё же «Циклон» не смёл Напарника. Сам же он распространял своё влияние на Самару и Новокуйбышевск, участвовал во всех региональных воровских «сходках» и имел голос наравне с ворами в законе. В конце 1990-х годов люди, близкие к Вдовину, начали внедряться во властные структуры.
К тому времени главный противник Напарника — Волговская ОПГ — начала терять былое могущество. Её лидеры либо были уже убиты, либо находились в бегах. 24 апреля 1998 года Дмитрий Рузляев был убит вместе с двоими своими охранниками и водителем. Позже были убиты новые лидеры «волговских» Вадим Старцев и Евгений Ишимов.
В феврале 1999 года в результате пожара в здании Самарского областного УВД сгорела большая часть документов, в которых прослеживалась схема деятельности преступных групп на АвтоВАЗе.
Вскоре ВАЗ под свой контроль попытались поставить воры в законе. Тольяттинским бандитам это не понравилось. Вскоре были убиты воры в законе «Кот», Гиви Парцхаладзе («Дудука»), Гиви Джиджейшвили («Гиви Колыма»). 15 мая 2000 года был убит Владимир Карапетян по кличке «Вова Армян», один из создателей и лидеров Волговской ОПГ. Волговская ОПГ в начале 2000-х годов прекратила существование. А Напарниковская группировка стала самой могущественной ОПГ Тольятти. Под её контролем в Самаре и Новокуйбышевске действовало большое число «бригад», которые контролировали автомобильный и нефтяной бизнес.
22 мая 2000 года был убит начальник отдела по борьбе с бандитизмом УВД Тольятти Дмитрий Огородников. По подозрению в этом убийстве Вдовин и Шейкин были объявлены в федеральный розыск, а Игорь Сиротенко арестован. Позже было доказано, что убийство Огородникова совершили киллеры Волговской группировки.
В начале 2000-х годов Вдовин переехал жить за границу. Он основал свой бизнес в Германии. В 2004 году Напарник вернулся в Тольятти, чтобы поменять паспорт. Позже он переехал жить в Испанию. К тому времени на АвтоВАЗе отгрузкой автомобилей занимались Напарниковская ОПГ, в которую входил ещё ряд более мелких группировок («Неверовская», «Шейкинская», «Игривовская» и другие), Татарская (Шамилёвская) и Чеченская группировки. Последнюю возглавляли братья Ахмадовы.
В декабре 2005 года АвтоВАЗ был взят под усиленную охрану милиции. В город прибыли около 140 милиционеров, сотрудников департамента по охране имущества МВД (бывшее главное управление вневедомственной охраны). Приехавшие из регионов охранники взяли под свой контроль проходные и КПП АвтоВАЗа, а также здание заводоуправления.

## Дальнейшая деятельность ОПГ
Хотя криминальные авторитеты, входящие в Напарниковскую ОПГ, являлись фактически независимыми, при управлении своими группировками и бизнесом они признавали главенство Напарника. Проводились своеобразные «съезды» лидеров группировок, на которых решались важнейшие стратегические и практические вопросы. Вдовин руководил сообществом, охватывавшим подавляющее большинство группировок в Тольятти и Самаре. При этом их лидеры сохраняли автономность, но учитывали мнение «Папы» в своих бизнесах. Однако к 2006 году Вдовин дистанцировался от роли лидера в тольяттинском преступном сообществе. Его место занял Константин Шейкин. Бизнес-проекты группировки вёл вице-президент Тольяттинской ассоциации дилеров ОАО «АвтоВАЗ» Юрий Быков (известен также как «Юрий Бык»).
14 марта 2005 года трое неизвестных расстреляли заместителя генерального директора ООО «Аура» Юрия Никитина, известного в преступных кругах как Никита или Юрамболь, считавшегося человеком Вдовина, помогавшего ему держать под контролем структуры бизнеса в Тольятти. Доля Юрия Никитина в ООО «Аура» перешла его сыну Сергею.
18 апреля 2006 года киллером был ранен Сергей Норкин, считающийся человеком «Напарника». Норкин остался инвалидом. 15 июня 2006 года был убит криминальный авторитет Игорь Ильченко (по прозвищу «Игривый»), владеющий в Тольятти автомобильной компанией «Алдис-Лада» и ТЦ «1000 мелочей» и контролировавший одну из крупнейших дилерских автомобильных компаний «Элекс-Полюс». Киллер расстрелял Ильченко на его собственной яхте, находящейся в устье реки. 12 сентября 2006 года был убит директор автомобильной компании «Авто Экспресс» и «Магистраль сити» Дмитрий Галиев, близкий друг убитого Игоря Ильченко.
Постепенно подконтрольные Напарнику группировки стали легализовывать свою деятельность. Участники «неверовской» ОПГ стали владельцами ТРК «Капитал», торговый дом «Волжские зори», игровая сеть VEGAS, ночной клуб «Грин Хаус» под управлением Виталия Портнова, строительная компания «ГрандСтрой»,, дом быта «Заря». дорожно-строительная компания ООО «Автоградстрой»
«Шейкинской» ОПГ до 2013 года принадлежала сеть супермаркетов «Миндаль» под управлением депутата Владимира Дуцева, впоследствии проданная сети «Пеликан». После продажи объекты сети «Миндаль» стали находиться под охраной ЧОПа «Добрыня» — контролируемого «Шамилёвской» ОПГ.
С 2007 по 2008 год «Неверовская ОПГ» рассматривала возможность контроль над городским отделением ЛДПР, которое в Тольятти должен был возглавить представитель группы Андрей Марьянов — являющийся помощником депутата ГД Ю. В. Когана и директор ночного клуба Грин Хаус, боксёр Василий Туманов, возглавившие Автозаводское и Центральное районное отделение партии, выдвинув свои кандидатуры на выборах в депутаты областной думы. После провала на выборах представители отказались от дальнейшей политической деятельности.
Представитель «Шейкинской ОПГ», депутат Самарской областной думы, зампред комитета по законодательству, законности и правопорядку Владимир Дуцев до своего избрания в область был депутатом думы Тольятти двух созывов. Оказание материальной поддержки местному отделению Единой России позволило ему избраться в областной парламент, а также провести в городскую думу 6-го созыва своего представителя, менеджера сети «Миндаль» Владимира Боброва. Ранее, до вступления в Единую Россию, Владимир Дуцев в 2005 году совместно с депутатом Александром Довгомеля — представителем «Шамилёвской ОПГ» вёл переговоры с целью возглавить местное отделение Российской партии Жизни.